# Christofer Eriksson
Christofer Eriksson (* 17. Februar 1989) ist ein schwedischer Biathlet.
Christofer Eriksson von Ilsbo SK bestritt 2007 seine ersten Rennen im Biathlon-Europacup der Junioren. In Canmore startete er erstmals bei einer Junioren-Weltmeisterschaften und belegte dort die Plätze 20 im Einzel, 44 im Sprint, 32 in der Verfolgung und acht mit der Staffel. 2010 nahm er in Torsby erneut an der Junioren-WM teil und wurde 23. des Einzels, 30. des Sprints 31. der Verfolgung und Staffel-Fünfter. Es folgten die Junioren-Europameisterschaften in Otepää, bei denen Eriksson 18. des Einzels sowie 16. in Sprint und Verfolgung wurde. Für das Staffelrennen wurde er bei den Männern eingesetzt.
Bei den Männern lief Eriksson erstmals zum Auftakt der Saison 2008/09 in Idre, wo er in zwei Sprintrennen 49. und 48. wurde. Gegen Ende der Saison erreichte er mit einem 19. Rang in einem Einzel von Ridnaun sein bislang bestes Resultat in der zweithöchsten Rennserie. Erstmals bei einem Großereignis kam er beim Staffelrennen der EM 2010 zum Einsatz und wurde als Schlussläufer mit Tobias Arwidson, Ted Armgren und Henrik Forsberg Jr. Sechster. Den Abschluss der Saison 2010/11 bildeten die Militär-Skiweltmeisterschaften 2010 in Brusson, bei der Eriksson 29. des Sprints und mit Martin Larsson, Armgren und Pontus Olsson Elfter im Militärpatrouillenlauf. In Oberhof kam der Schwede 2011 zu seinem ersten Einsatz im Biathlon-Weltcup. Mit Magnus Jonsson, Björn Ferry und Mattias Nilsson wurde er in einem Staffelrennen als Schlussläufer bei widrigen Bedingungen 12. Zum Auftakt des Weltcups 2012/2013 in Östersund kam Christofer Eriksson im Sprint auf Rang 26 und gewann erstmals Weltcup-Punkte.

## Biathlon-Weltcup-Platzierungen
Die Tabelle zeigt alle Platzierungen (je nach Austragungsjahr einschließlich Olympische Spiele und Weltmeisterschaften).
- 1.–3. Platz: Anzahl der Podiumsplatzierungen
- Top 10: Anzahl der Platzierungen unter den ersten zehn (einschließlich Podium)
- Punkteränge: Anzahl der Platzierungen innerhalb der Punkteränge (einschließlich Podium und Top 10)
- Starts: Anzahl gelaufener Rennen in der jeweiligen Disziplin

| Platzierung         | Einzel | Sprint | Verfolgung | Massenstart | Staffel | Gesamt |
| ------------------- | ------ | ------ | ---------- | ----------- | ------- | ------ |
| 1. Platz            |        |        |            |             |         |        |
| 2. Platz            |        |        |            |             | 1       | 1      |
| 3. Platz            |        |        |            |             |         |        |
| Top 10              |        |        |            |             | 5       | 5      |
| Punkteränge         |        | 2      | 1          |             | 9       | 12     |
| Starts              | 4      | 20     | 7          |             | 10      | 41     |
| Stand: Karriereende |        |        |            |             |         |        |